# Район 1 (Хошимин)
Район 1 (вьет. Quận 1) — центральный городской район Хошимина (Вьетнам). Общая площадь составляет 7,72 км². По состоянию на 2022 год, в Районе 1 проживает 225 780 человек. Район разделен на десять кварталов. В районе расположено множество административных офисов, консульств и крупных зданий города. Район 1 — самый оживленный район Хошимина с самым высоким уровнем жизни. Улица Донгхой и бульвар Нгуен Хюэ в районе являются двумя основными коммерческими центрами города.

## История
Район 1 и другие семь районов Хошимина были основаны 27 мая 1959 года. До 1975 года в районе было только четыре небольших квартала, которые назывались Беннге, Хоабинь, Тыдык и Чанкуангкхай. В мае 1976 года первый и второй районы были объединены в нынешний Район 1.

## Администрация
Район 1 разделён на десять кварталов. В каждом районе есть свой народный комитет, подчиненный народному комитету округа 1[уточнить].

## Демография и география
В Районе 1 проживают 225 780 человек. Общая площадь района 7,72 км². Плотность населения района составляет 29 246 человек на км².
Район 1 расположен в центре Хошимина. Район граничит на севере с районам Биньтхань и Фунюан с каналом Тхинге в качестве границы, районом 3 на западе с улицей Хайбачынг и улицей Нгуен Тхо Минь Кхай в качестве границы, городом Тхудык на востоке с рекой Сайгон в качестве границы, районом 5 на юго-западе с улицей Нгуен Ван Ку в качестве границы и районом 4 на юге, с каналом Бэннге в качестве границы.

## Экономика
Во времена существования Южного Вьетнама, головной офис авиакомпании Air Vietnam располагался в Районе 1.
В связи с начавшийся в 2020 году пандемией COVID-19 во Вьетнаме, Хошимин (включая Район 1) был фактически закрыт для туризма, в результате чего многие рестораны, бары, клубы и отели столкнулись с серьёзными финансовыми проблемами.

## Консульства
В Районе 1 расположены большая часть консульств государств в Хошимине:
| Консульство Австралии        |
| Консульство Камбоджи         |
| Консульство Канады           |
| Консульство Китая            |
| Консульство Кубы             |
| Консульство Чехии            |
| Консульство Франции          |
| Консульство Венгрии          |
| Консульство Индонезии        |
| Консульство Италии           |
| Консульство Республики Кореи |
| Консульство Лаоса            |
| Консульство Малайзии         |
| Консульство Новой Зеландии   |
| Консульство Японии           |
| Консульство Панамы           |
| Консульство Польши           |
| Консульство Сингапура        |
| Консульство Швеции           |
| Консульство Швейцарии        |
| Консульство Великобритании   |
| Консульство США              |

## Образование
Многие из лучших государственных школ города расположены в Районе 1.
Также здесь расположено несколько университетов:
| Название                                                                          |
| --------------------------------------------------------------------------------- |
| Posts and Telecommunications Institute of Technology                              |
| Hoa Sen University                                                                |
| Conservatory of Ho Chi Minh City                                                  |
| Ho Chi Minh City University of Social Sciences and Humanities (основан в 1955 г.) |
| Faculty of Pharmacy, Ho Chi Minh City Medicine and Pharmacy University            |
| Banking University of Ho Chi Minh City                                            |

## Офисные здания
Многие офисные здания класса А[уточнить] расположены в Районе 1.
| Название                |
| ----------------------- |
| Zen Plaza               |
| Vietcombank Tower       |
| TNR Tower               |
| Saigon Finance          |
| Kumho Asiana Plaza      |
| HD Tower                |
| The Green Power Tower   |
| Central Plaza           |
| Deutsches Haus          |
| Saigon Centre           |
| Saigon Tower            |
| Melinh Point Tower      |
| Opera View              |
| HMC Tower               |
| Havana Tower            |
| CJ Building             |
| Citilight Tower         |
| Ruby Tower              |
| Sunwah Tower            |
| Sailing Tower           |
| Times Square            |
| Le Meridien             |
| President Place         |
| Diamond Plaza           |
| Bitexco Financial Tower |
| President Place         |

## Туристические достопримечательности

### Исторические достопримечательности
Базилика Нотр-Дам-де-Сайгон, оперный театр Хошимина, центральное почтовое отделение, мэрия, улица Фамнгулао, дворец независимости, городской музей изобразительных искусств Хошимина, отель Majestic, и Rex Hotel — одни из самых известных исторических достопримечательностей Района 1. Помимо этих мест, большинство улиц в Районе 1, построенных и спроектированных с 1946 года, были выполнены французами. Большинство зданий, построенных со времен французской колониальной эпохи, все ещё стоят, и большинство из них активно реконструируются.

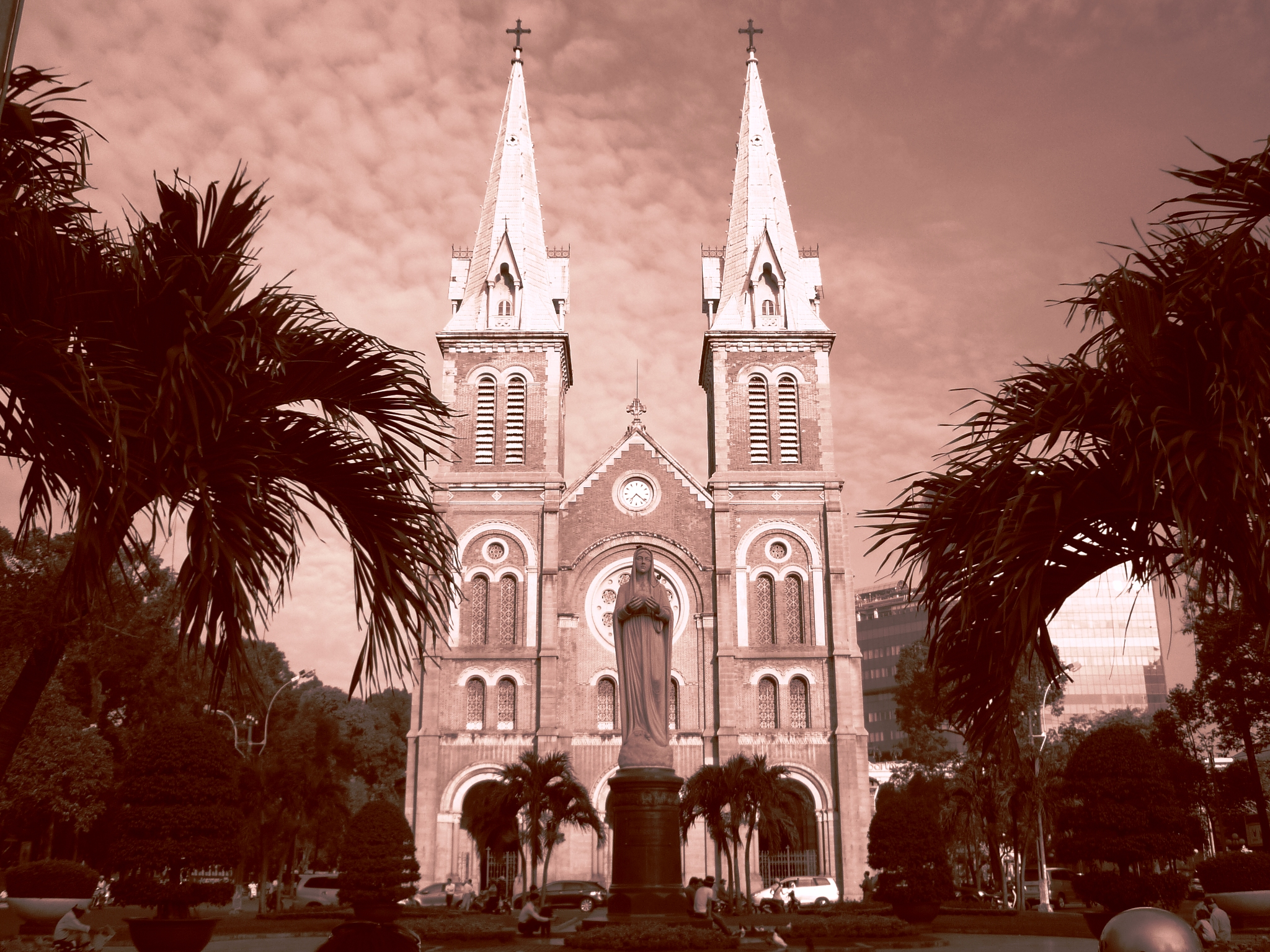
Базилика Нотр-Дам-де-Сайгон
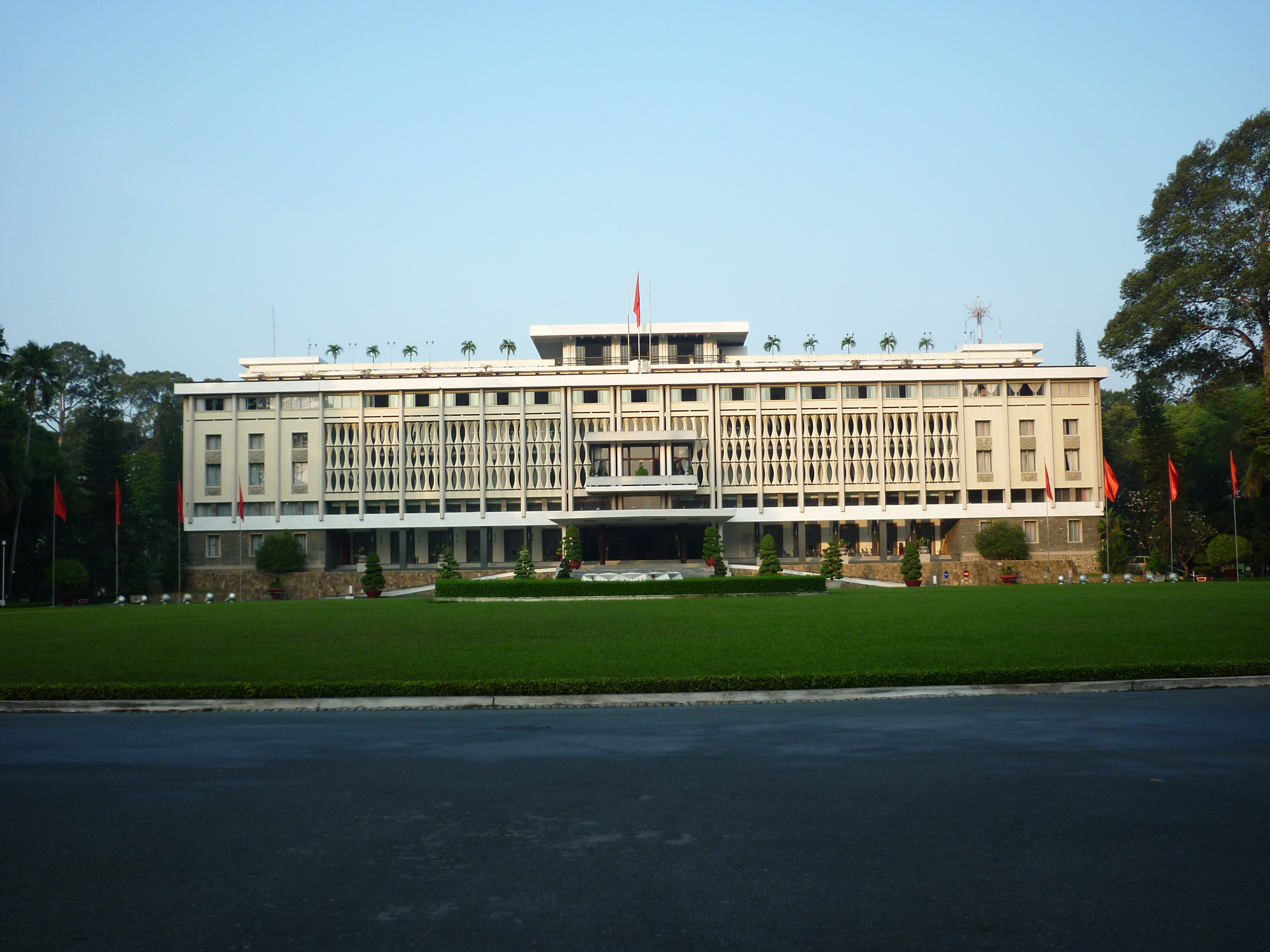
Дворец независимости
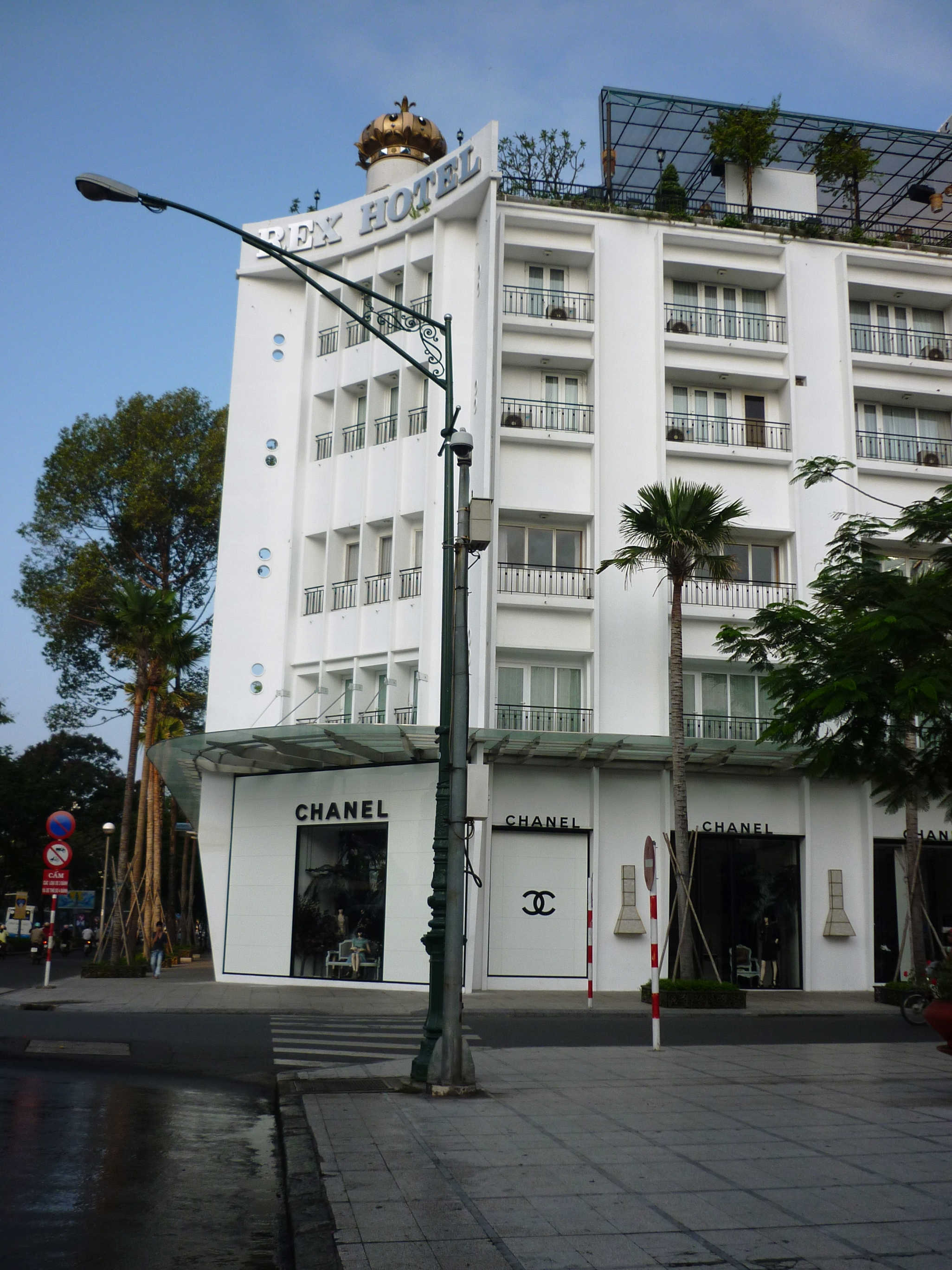
Rex Hotel
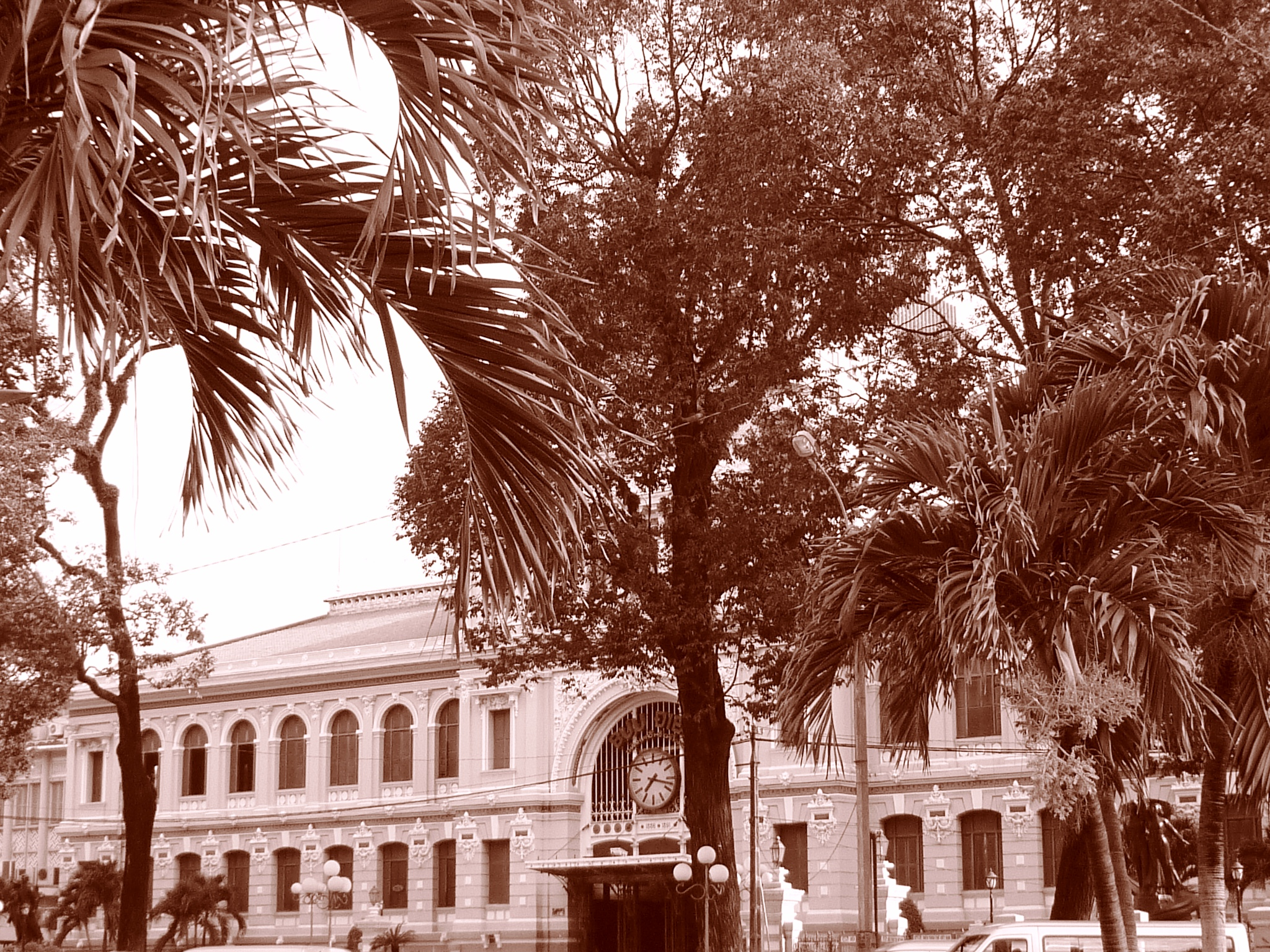
Центральное почтовое отделение
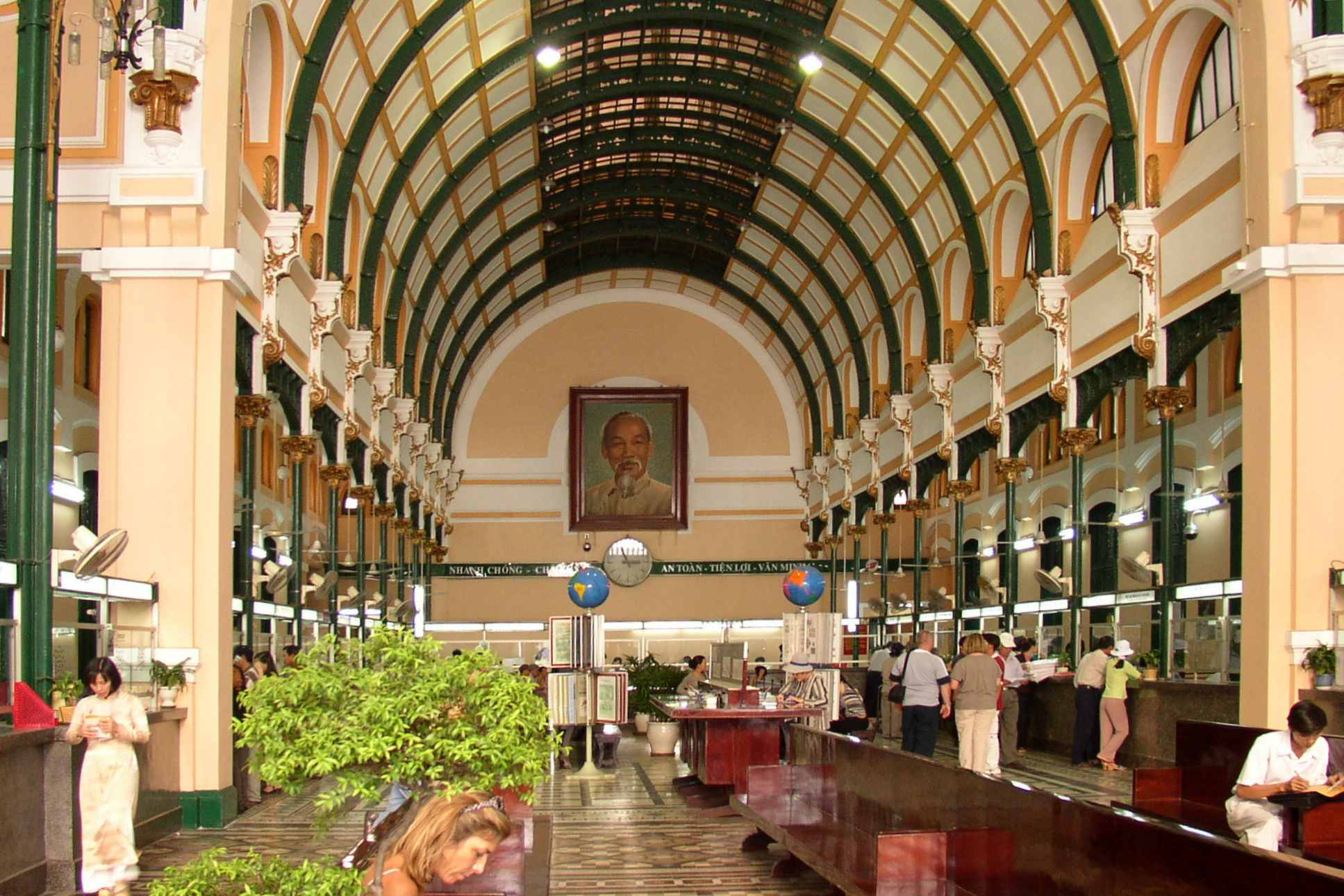
Интерьер центрального почтового отделения
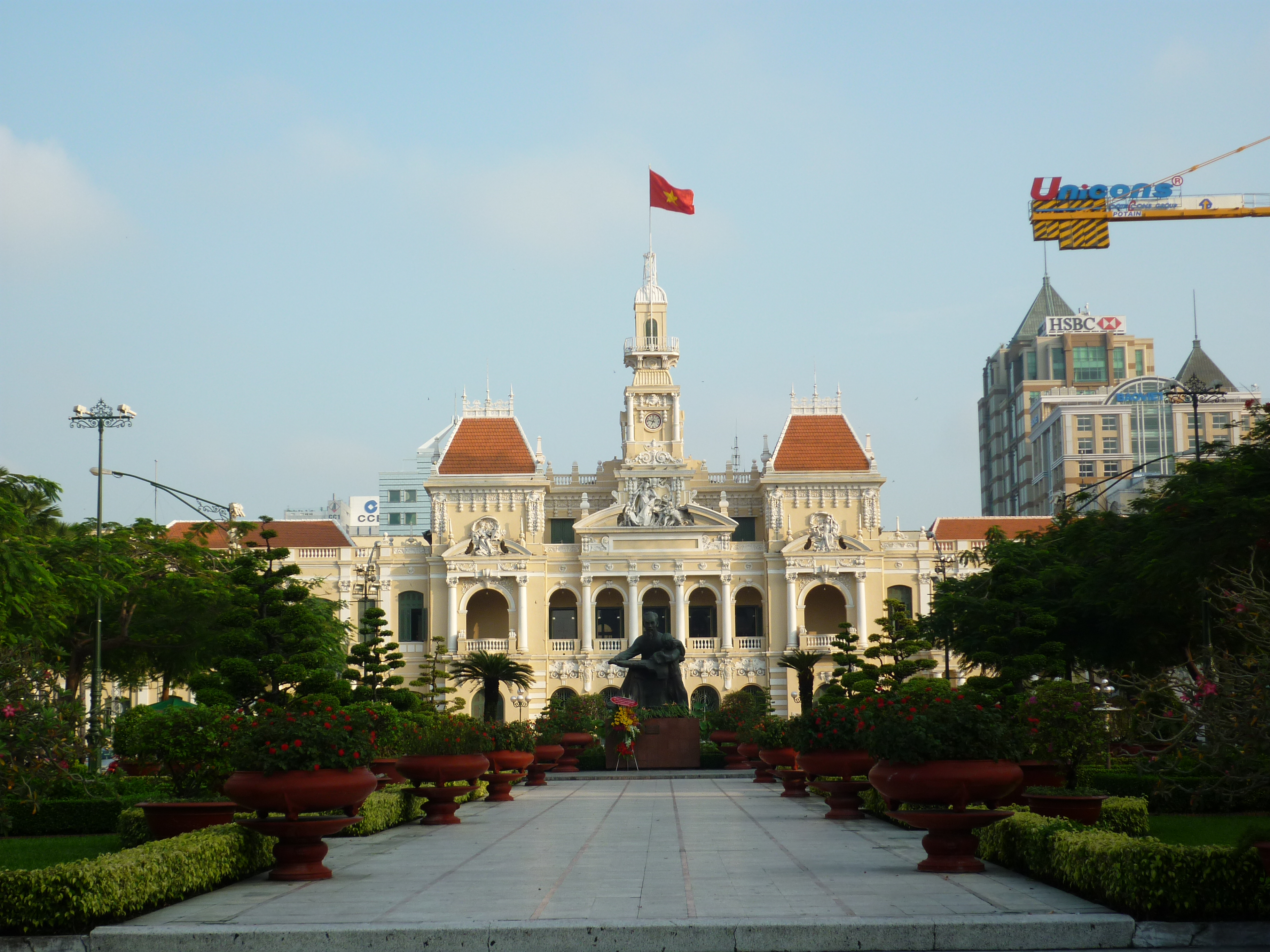
Мэрия
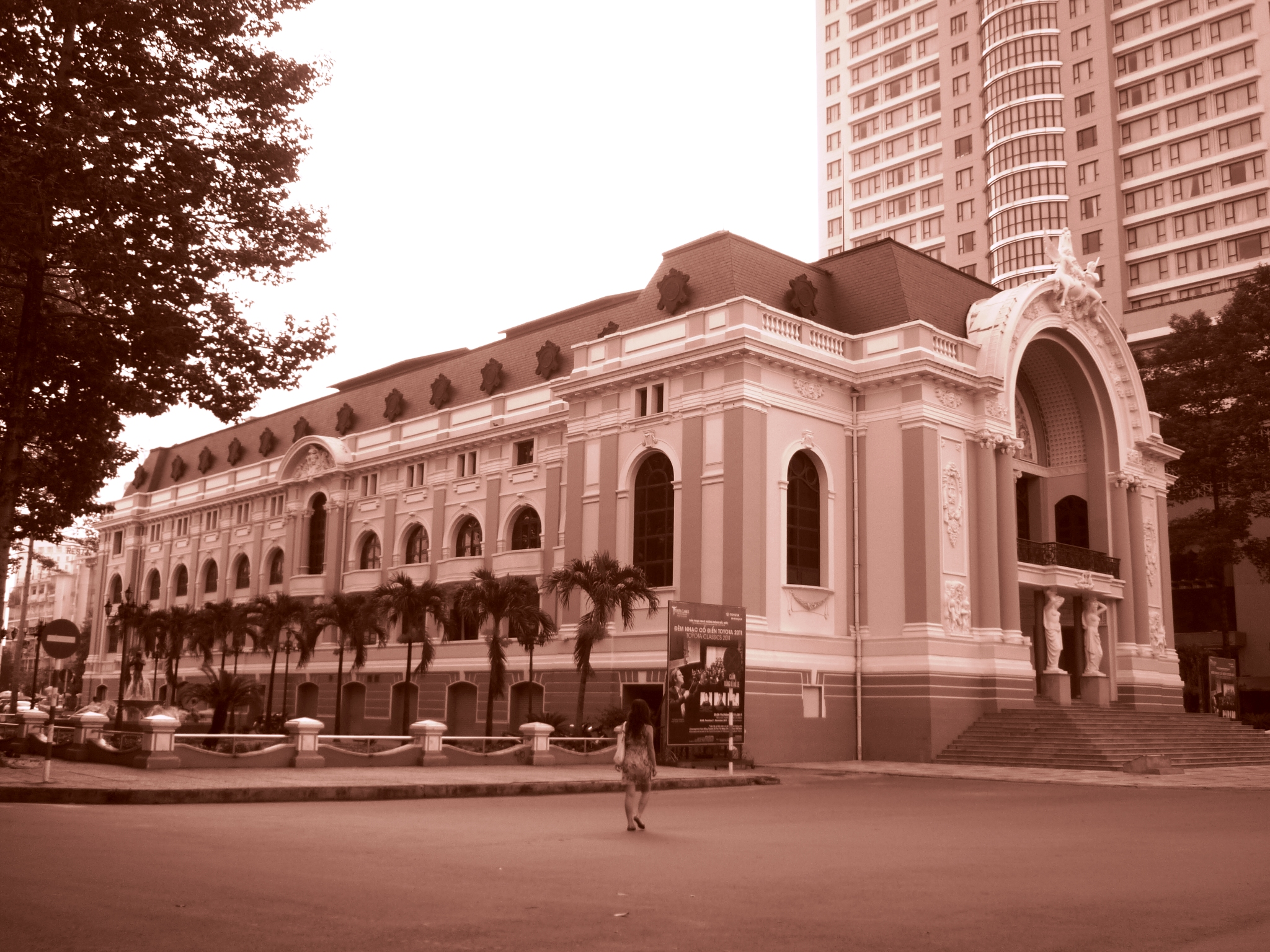
Оперный театр
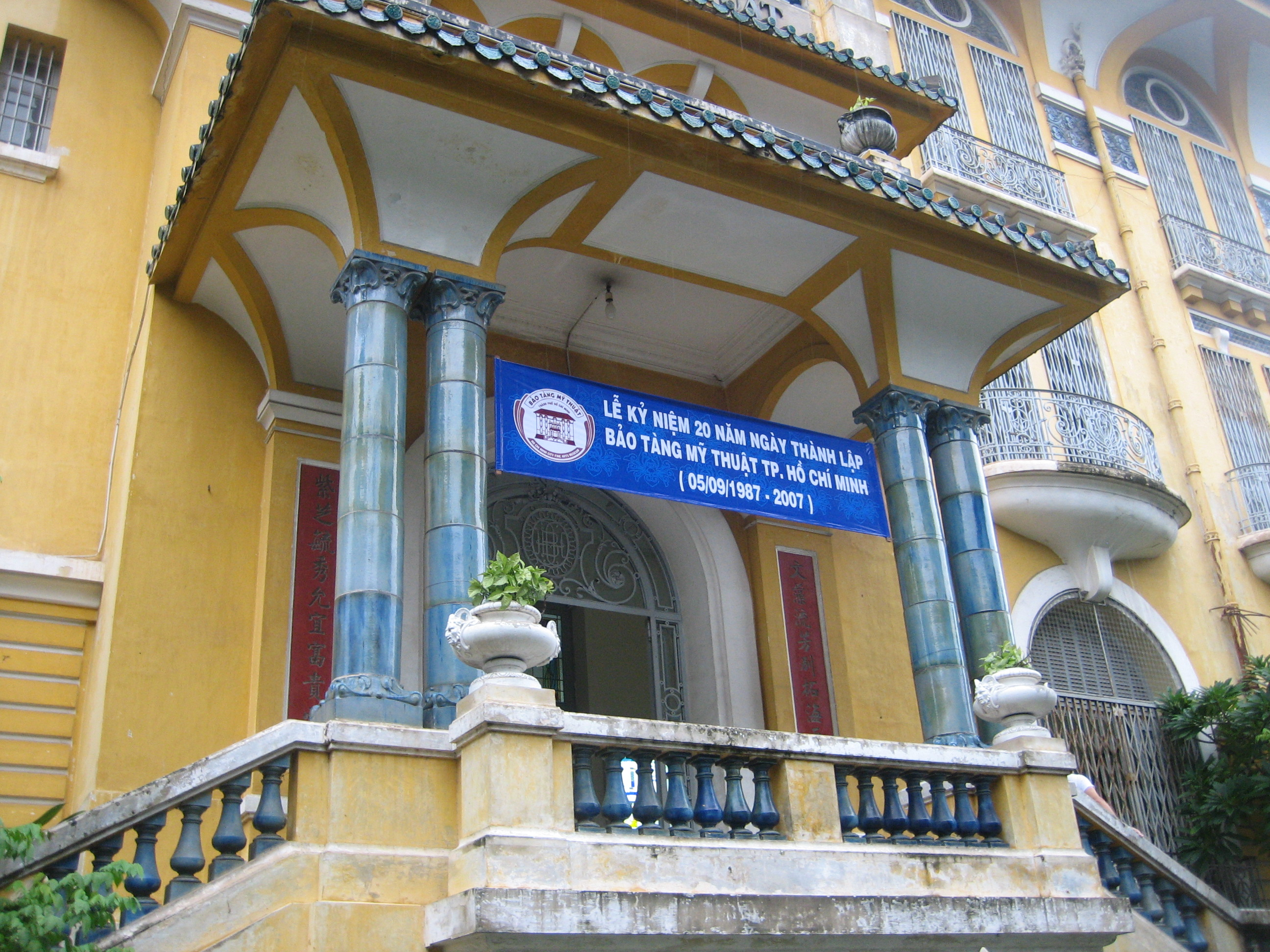
Музей изобразительных искусств

### Другие достопримечательности
Финансовая башня Bitexco являлась самым высоким зданием в городе вплоть до 2016 года.